# 13 ديسمبر
- السبت
- الأحد
- الاثنين
- الثلاثاء
- الأربعاء
- الخميس
- الجمعة

- 298 جمادى الآخرة 1447  هـ
- 309 جمادى الآخرة 1447  هـ
- 110 جمادى الآخرة 1447  هـ
- 211 جمادى الآخرة 1447  هـ
- 312 جمادى الآخرة 1447  هـ
- 413 جمادى الآخرة 1447  هـ
- 514 جمادى الآخرة 1447  هـ
- 615 جمادى الآخرة 1447  هـ
- 716 جمادى الآخرة 1447  هـ
- 817 جمادى الآخرة 1447  هـ
- 918 جمادى الآخرة 1447  هـ
- 1019 جمادى الآخرة 1447  هـ
- 1120 جمادى الآخرة 1447  هـ
- 1221 جمادى الآخرة 1447  هـ
- 1322 جمادى الآخرة 1447  هـ
- 1423 جمادى الآخرة 1447  هـ
- 1524 جمادى الآخرة 1447  هـ
- 1625 جمادى الآخرة 1447  هـ
- 1726 جمادى الآخرة 1447  هـ
- 1827 جمادى الآخرة 1447  هـ
- 1928 جمادى الآخرة 1447  هـ
- 2029 جمادى الآخرة 1447  هـ
- 211 رجب 1447  هـ
- 222 رجب 1447  هـ
- 233 رجب 1447  هـ
- 244 رجب 1447  هـ
- 255 رجب 1447  هـ
- 266 رجب 1447  هـ
- 277 رجب 1447  هـ
- 288 رجب 1447  هـ
- 299 رجب 1447  هـ
- 3010 رجب 1447  هـ
- 3111 رجب 1447  هـ
- 112 رجب 1447  هـ
- 213 رجب 1447  هـ

13 ديسمبر أو 13 كانون الأوَّل أو يوم 13 \ 12 (اليوم الثالث عشر من الشهر الثاني عشر) هو اليوم السابع والأربعين بعد الثلاثمائة (347) من السنة، أو الثامن والأربعين بعد الثلاثمائة (348) في السنوات الكبيسة، وفقًا للتقويم الميلادي الغربي (الغريغوري). يبقى بعده 18 يومًا على انتهاء السنة.

## أحداث
- 1294 ـ البابا سلستين الخامس يستقيل من البابوية بعد خمسة أشهر فقط من انتخابه ليعود إلى حياة الزهد والرهبنة.
- 1545 - انعقاد مجمع ترنت.
- 1577 - السير فرنسيس دريك يقلع من ميناء بليموث الإنجليزي بادئًا رحلته حول العالم.
- 1642 - المستكشف الهولندي أبل تاسمان يصل إلى نيوزيلندا.
- 1920 - عصبة الأمم تعلن عن تأسيس المحكمة الدائمة للعدل الدولي وذلك لتسوية النزاعات الدولية.
- 1941 - المجر ورومانيا تعلنان الحرب على الولايات المتحدة وذلك أثناء الحرب العالمية الثانية.
- 1947 - مقتل 12 فلسطينيًا بعد أن إرتكبت «كتيبة بلماح الثالثة» مجزرة بقرية «حساس» وذلك إثر نشوب خلاف بين عمال عرب ومستوطنين.
- 1949 -
  - الكنيست يصوت لصالح نقل عاصمة إسرائيل إلى القدس.
  - تأسيس الموساد.
- 1962 - تأسيس بنك الجزائر ليكون المصرف المركزي للجزائر.
- 1967 - ملك اليونان قسطنطين الثاني يحاول الإطاحة بالعسكر الذين قادوا ما سمي بانقلاب الأمر الواقع وسيطروا على الحكم في أبريل 1967، لكنه فشل وهرب إلى إيطاليا مع أسرته وأدى ذلك إلى إلغاء الملكية والتحول إلى جمهورية.
- 1970 - الإعلان عن قيام الجمهورية في مالطا التي كانت قد حصلت على استقلالها في عام 1964 كمملكة مستقلة وصدر لها دستور جديد مع استمرار ملكة بريطانيا إليزابيث الثانية على عرشها.
- 1983 - تأسيس الحزب الديمقراطي التقدمي في تونس.
- 1988 - رئيس السلطة الوطنية الفلسطينية ياسر عرفات يلقي خطابًا أمام الجمعية العامة للأمم المتحدة في جنيف دعى فيه إلى صنع سلام الشجعان.
- 1990 - رئيس جنوب أفريقيا فريديريك ويليم دي كليرك يلتقي مع رئيس المؤتمر الوطني الأفريقي نيلسون مانديلا.
- 1996 - انتخاب الدبلوماسي الغاني كوفي أنان أمينًا عامًا للأمم المتحدة خلفًا لبطرس بطرس غالي على أن يتسلم مهامه في بداية عام 1997.
- 2001 - خمسة انتحاريين يشنون هجوما على البرلمان الهندي في نيودلهي بالهند ويقتلون 14 شخصا على أقل.
- 2002 - الاتحاد الأوروبي يعلن موافقته على انضمام قبرص والتشيك وإستونيا ولاتفيا وليتوانيا وهنغاريا ومالطا وبولندا وسلوفاكيا وسلوفينيا وذلك ابتداء من 1 يناير 2004.
- 2003 - إلقاء القبض على الرئيس العراقي السابق صدام حسين.
- 2004 - إسرائيل تغتال قائد كتائب القسام في شمال الضفة الغربية المهندس القسامي السادس إحسان شواهنة.
- 2005 - إطلاق موقع ياهو! أنسرز.
- 2011 -
  - المنصف المرزوقي يحلف اليمين رئيسًا مؤقتًا لتونس وذلك بعد انتخابه من قبل المجلس الوطني التأسيسي، وبعد ذلك قام بتكليف حمادي الجبالي بتشكيل الحكومة الجديدة.
  - رفع علم فلسطين على مقر منظمة اليونسكو في باريس وذلك بعد قبولها عضوًا كاملًا في المنظمة التابعة للأمم المتحدة في 31 أكتوبر 2011.
  - هجوم في مدينة لييج البلجيكية عندما قام منفذه بإلقاء قنابل يدوية ثم إطلاق النار بشكل عشوائي من بندقية آلية ثم انتحر، وأدى الحادث إلى مقتل 4 أشخاص وإصابة 123 آخرون بجروح.
- 2013 - السلطات الكورية الشمالية تعلن عن إعدام جانغ سونغ تيك الرجل الثاني في كوريا وزوج عمة الرئيس الحالي كيم جونغ أون.
- 2018 - مقتل 9 أشخاص وإصابة 84 آخرين بِجُرُوح بعد اصطدام قطار رُكَّاب فائق السُرعة بِآخر على مقرُبةٍ من يني محلَّة بِمُحافظة أنقرة التُركيَّة.

## مواليد
- 1272 - فريدريكو الثالث ملك صقلية.
- 1533 - إريك الرابع عشر، ملك السويد.
- 1553 - هنري الرابع، ملك فرنسا.
- 1720 - كارلو غوتسي، كاتب مسرحي إيطالي.
- 1797 - هاينرش هاينه، شاعر ألماني.
- 1816 - إيرنست فيرنر فون سيمنز، مخترع ألماني.
- 1911 - ترجيف هافليمو، اقتصادي نرويجي حاصل على جائزة نوبل في العلوم الاقتصادية عام 1989.
- 1915 - فضل الله تلحوق، سياسي لبناني.
- 1923 -
  - فيليب أندرسون، عالم فيزياء أمريكي حاصل على جائزة نوبل في الفيزياء عام 1977.
  - جوتس شرجله، أستاذ ألماني مختص باللغة العربية وآدابها.
- 1927 - نادية رفيق، مُمثلة مصرية.
- 1929 -
  - كاميليا، ممثلة مصرية.
  - كريستوفر بلامر، ممثل كندي.
- 1934 - إحسان كمال، روائية مصرية.
- 1936 - آغا خان الرابع، إمام الشيعة الإسماعيلية.
- 1956 - ماجدة الرومي، مغنية لبنانية.
- 1957 - ستيف بوسيمي، ممثل أمريكي.
- 1958 - عبد الناصر درويش، ممثل فلسطيني.
- 1965 - كريستيان باكر، إعلامية ألمانية.
- 1967 - جيمي فوكس، ممثل ومغني أمريكي.
- 1969 - هيديو إيشيكاوا، ممثل أداء صوتي ياباني.
- 1973 - إمره عاشق، لاعب كرة قدم تركي.
- 1981 - إيمي لي، مغنية أمريكية.
- 1982 - نجية زينل، ممثلة بحرينية.
- 1989 - تايلور سويفت، مغنية أمريكية.

## وفيات
- 558 - شيلديبيرت الأول، ملك إفرنجي.
- 1048 - أبو الريحان البيروني، عالم الرياضيات وفيزياء وفلك مسلم.
- 1250 - فريدريك الثاني، إمبراطور الرومانية المقدسة.
- 1393 ـ جنآن داي غن، وزير مدني في مملكة غوريو.
- 1521 - مانويل الأول، ملك مملكة البرتغال الرابع عشر.
- 1754 - محمود الأول، السلطان العثماني الرابع والعشرين.
- 1769 - كريستيان فورشتيغوت غيلرت، شاعر ألماني.
- 1863 - فريدريش هيبل، كاتب ألماني.
- 1885 - إسكندر أبكاريوس، كاتب وشاعر ومؤرخ وصحفي عثماني لبناني.
- 1930 - فريتز بريغل، عالم كيمياء نمساوي حاصل على جائزة نوبل في الكيمياء عام 1923.
- 1931 - جوستاف لوبون، طبيب فرنسي.
- 1935 - فيكتور غرينيار، عالم كيمياء فرنسي حاصل على جائزة نوبل في الكيمياء عام 1912.
- 1945 -
  - يوهانا بورمان، حارسة نازية عملت بمعسكرات الاعتقال إبان الحرب العالمية الثانية.
  - فريتز كلاين - طبيب نازي مارس أبشع التجارب الطبية على نزلاء معسكرات الاعتقال إبان الحرب العالمية الثانية.
- 1953 - سليم أبو إسماعيل، صحافي ومحامي ومؤرخ لبناني.
- 1955 - إيغاس مونيز، طبيب برتغالي حاصل على جائزة نوبل في الطب عام 1949.
- 1963 - محمود شلتوت، عالم مسلم مصري تولى مشيخة الجامع الأزهر.
- 1965 - أبو إسحق إبراهيم اطفيش، فقيه ومناضل، من أعلام المذهب الإباضي بالجزائر.
- 1972 - راشد السيف، شاعر وتربوي كويتي.
- 1978 - عبده السروجي، ممثل ومغني مصري.
- 1983 -
  - بهيجة حافظ، ممثلة ومخرجة وكاتبة مصرية.
  - نيكيتا ستانيسكو، شاعر روماني.
- 1992 - ألكساندر ترينانيتش، لاعب كرة قدم يوغوسلافي.
- 2004 - إحسان شواهنة مجاهد فلسطيني في حماس وقائد كتائب القسام في شمال الضفة الغربية.
- 2005 - علي عبد الله جابر، إمام الحرم المكي الشريف.
- 2009 - بول سامويلسون، اقتصادي أمريكي حائز على جائزة نوبل في العلوم الاقتصادية عام 1970.
- 2010 - ريتشارد هولبروك، دبلوماسي أمريكي.
- 2012 - عبد السلام ياسين، داعية إسلامي مغربي.
- 2013 - جانغ سونغ تيك، الرجل الثاني في كوريا الشمالية وزوج عمة الرئيس كيم جونغ أون.
- 2016 - زبيدة ثروت، ممثلة مصرية.

## أعياد ومناسبات
- عيد الجمهورية في مالطا.
- عيد القديسة لوسي.

## وصلات خارجية
- وكالة الأنباء القطريَّة: حدث في مثل هذا اليوم.
- أرشيف مصر: حدث في مثل هذا اليوم.
- BBC: حدث في مثل هذا اليوم.